# جون موراي (سياسي)
جون موراي (بالإنجليزية: John Murray, 1st Duke of Atholl)‏ (و. 1660 – 1724 م) هو سياسي إسكتلندي، توفي عن عمر يناهز 64 عاماً.

## مناصب
تولى منصب عضو مجلس الشورى البريطاني.

## التعليم
تعلم في جامعة سانت أندروز.

## روابط خارجية
- جون موراي على موقع الموسوعة البريطانية (الإنجليزية)